# Parque Nacional da Grande Bacia

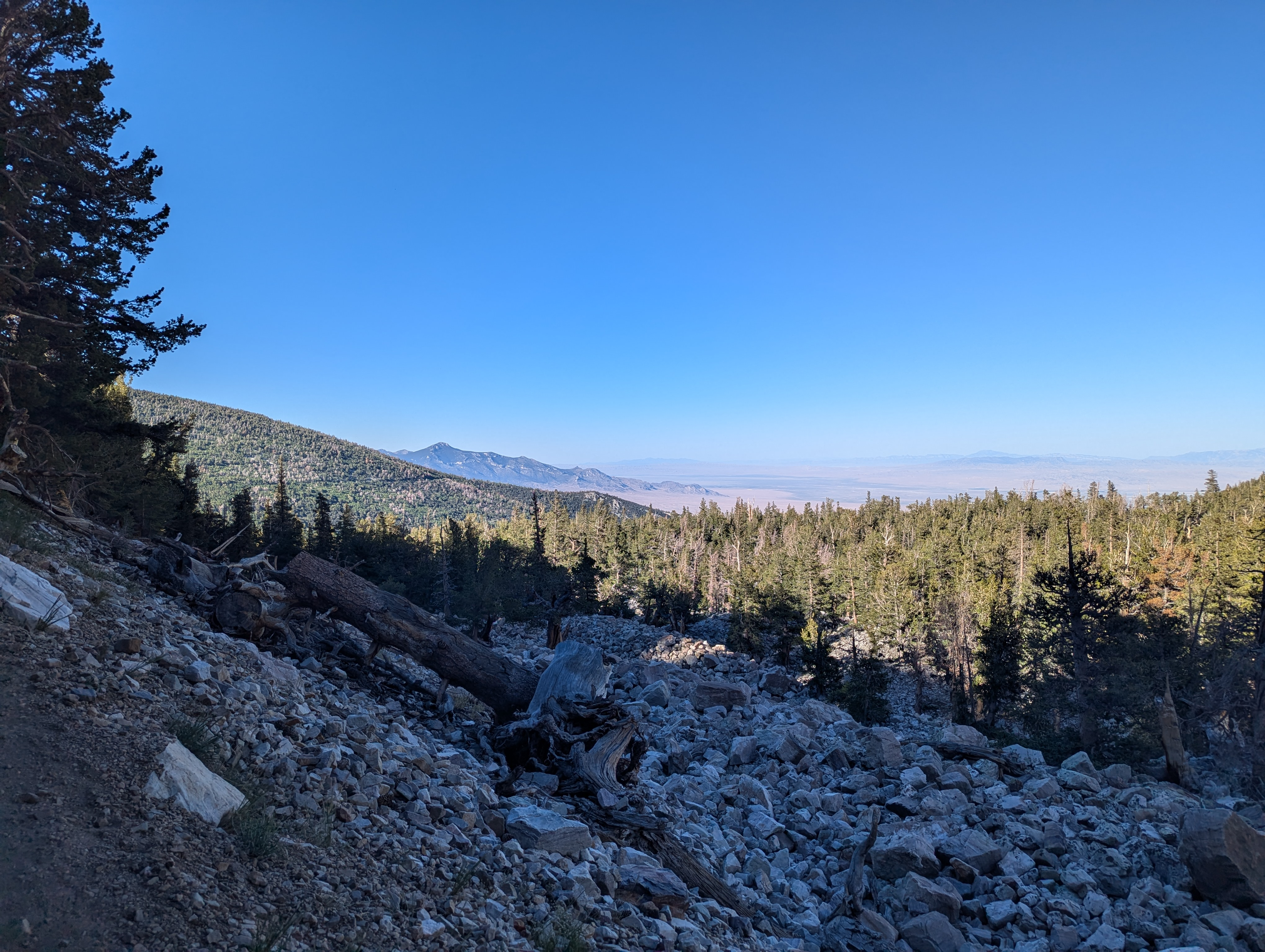
Parque Nacional da Grande Bacia

Great Basin National Park é um parque nacional localizado no centro-leste de Nevada, nos Estados Unidos. O parque está situado no condado de White Pine, e sua sede se encontra nas cavernas Lehman, próximo à fronteira entre os estados de Nevada e Utah.